# Amata yunnanensis
Amata yunnanensis là một loài bướm đêm thuộc phân họ Arctiinae, họ Erebidae.